# Liste der Premierminister von Mauretanien
Dies ist eine Liste der Premierminister von Mauretanien seit der Unabhängigkeit des Landes.
| #                                                     | Bild                        | Name                                  | Amtsantritt       | Amtsaustritt      | Partei            |
| ----------------------------------------------------- | --------------------------- | ------------------------------------- | ----------------- | ----------------- | ----------------- |
| 1                                                     | Moktar Ould Daddah          | Moktar Ould Daddah                    | 28. November 1960 | 20. August 1961   | UPM / PRM / PPM   |
| Amt abgeschafft vom 20. August 1961 bis 6. April 1979 |                             |                                       |                   |                   |                   |
| 2                                                     |                             | Ahmed Ould Bouceif                    | 6. April 1979     | 27. Mai 1979      | Militär           |
| −                                                     |                             | Ahmed Salim Ould Sidi (kommissarisch) | 28. Mai 1979      | 31. Mai 1979      | parteilos         |
| 3                                                     |                             | Mohamed Khouna Ould Haidalla          | 31. Mai 1979      | 12. Dezember 1980 | Militär           |
| 4                                                     |                             | Sid Ahmed Ould Bneijara               | 12. Dezember 1980 | 25. April 1981    | parteilos         |
| 5                                                     | Maaouya Ould Sid’Ahmed Taya | Maaouya Ould Sid’Ahmed Taya           | 25. April 1981    | 8. März 1984      | Militär           |
| (3)                                                   |                             | Mohamed Khouna Ould Haidalla          | 8. März 1984      | 12. Dezember 1984 | Militär           |
| (5)                                                   | Maaouya Ould Sid’Ahmed Taya | Maaouya Ould Sid’Ahmed Taya           | 12. Dezember 1984 | 18. April 1992    | Militär           |
| 6                                                     | Sidi Mohamed Ould Boubacar  | Sidi Mohamed Ould Boubacar            | 18. April 1992    | 2. Januar 1996    | PRDS              |
| 7                                                     |                             | Cheikh El Avia Ould Mohamed Khouna    | 2. Januar 1996    | 18. Dezember 1997 | PRDS              |
| 8                                                     |                             | Mohamed Lemine Ould Guig              | 18. Dezember 1997 | 16. November 1998 | PRDS              |
| (7)                                                   |                             | Cheikh El Avia Ould Mohamed Khouna    | 16. November 1998 | 6. Juli 2003      | PRDS              |
| 9                                                     |                             | Sghaïr Ould M'Bareck                  | 6. Juli 2003      | 7. August 2005    | PRDS              |
| (6)                                                   | Sidi Mohamed Ould Boubacar  | Sidi Mohamed Ould Boubacar            | 7. August 2005    | 20. April 2007    | PRDS              |
| 10                                                    |                             | Zeine Ould Zeidane                    | 20. April 2007    | 6. Mai 2008       | parteilos         |
| 11                                                    | Yahya Ould Ahmed El Waghef  | Yahya Ould Ahmed El Waghef            | 6. Mai 2008       | 6. August 2008    | ADIL              |
| 12                                                    | Mohamed Ould Abdel Aziz     | Mohamed Ould Abdel Aziz               | 6. August 2008    | 14. August 2008   | Militär           |
| 13                                                    |                             | Moulaye Ould Mohamed Laghdhaf         | 14. August 2008   | 21. August 2014   | parteilos         |
| 14                                                    |                             | Yahya Ould Hademine                   | 21. August 2014   | 29. Oktober 2018  | parteilos         |
| 15                                                    |                             | Mohamed Salem Ould Béchir             | 30. Oktober 2018  | 5. August 2019    | UPR               |
| 16                                                    |                             | Ismail Ould Bedde Ould Cheikh Sidiya  | 5. August 2019    | 5. August 2020    | UPR               |
| 17                                                    |                             | Mohamed Ould Bilal                    | 6. August 2020    | 2. August 2024    | UPR               |
| 18                                                    |                             | Moctar Ould Diay                      | 2. August 2024    | amtierend         | Parti de l’équité |